# Cantó de La Ferté-sous-Jouarre
El cantó de La Ferté-sous-Jouarre és una divisió administrativa francesa del departament del Sena i Marne, situat al districte de Meaux. Des del 2015 té 47 municipis i el cap és La Ferté-sous-Jouarre.

## Municipis
- Armentières-en-Brie
- Bassevelle
- Bussières
- Chamigny
- Changis-sur-Marne
- Citry
- Cocherel
- Congis-sur-Thérouanne
- Coulombs-en-Valois
- Crouy-sur-Ourcq
- Dhuisy
- Douy-la-Ramée
- Étrépilly
- La Ferté-sous-Jouarre
- Fublaines
- Germigny-l'Évêque
- Germigny-sous-Coulombs
- Isles-les-Meldeuses
- Jaignes
- Jouarre
- Lizy-sur-Ourcq
- Luzancy
- Marcilly
- Mary-sur-Marne
- May-en-Multien
- Méry-sur-Marne
- Montceaux-lès-Meaux
- Nanteuil-lès-Meaux
- Nanteuil-sur-Marne
- Ocquerre
- Pierre-Levée
- Le Plessis-Placy
- Poincy
- Puisieux
- Reuil-en-Brie
- Saâcy-sur-Marne
- Sainte-Aulde
- Saint-Jean-les-Deux-Jumeaux
- Sammeron
- Sept-Sorts
- Signy-Signets
- Tancrou
- Trilport
- Trocy-en-Multien
- Ussy-sur-Marne
- Vendrest
- Vincy-Manœuvre

## Història
| Data d'elecció                           | Identitat        | Partit                      | Qualitat |
| ---------------------------------------- | ---------------- | --------------------------- | -------- |
| 1945-1955                                | Charles Chalamon | radical                     |          |
| 1955-1967                                | Joseph Brau      | SFIO, després divers gauche |          |
| 1967-1998                                | René Bonnefoy    | Divers droite, després RPR  |          |
| 1998-2011                                | Pierre Rigault   | RPR, després UMP            |          |
| 2011-2015                                | Marie Richard    | PS                          |          |
| les dades anteriors no són pas conegudes |                  |                             |          |
|                                          |                  |                             |          |